# Jan Wyszkowic
Jan Wyszkowic herbu Łodzia (? – 11 marca 1286) – biskup poznański w latach 1278–1286.
Od 1240 roku był kanonikiem w kapitule poznańskiej. W latach 1246–57 był kanclerzem Przemysła I, a 1257–63 kanclerzem Bolesława Pobożnego. Nie jest znana data jego wyboru na biskupstwo poznańskie, po raz pierwszy jest poświadczony na tym urzędzie 12 października 1278.
W 1283 został wraz z biskupem wrocławskim Tomaszem II powołany przez papieża Marcina IV na mediatora w konflikcie pomiędzy księciem Leszkiem Czarnym a biskupem krakowskim Pawłem z Przemankowa. W tym też roku podjął się misji przekazania paliusza
arcybiskupiego Jakubowi Śwince i wraz z biskupami:wrocławskim, włocławskim i płockim udzielił mu święceń kapłańskich i konsekracji arcybiskupiej. W 1285 wziął udział w synodzie w Łęczycy. Był bliskim współpracownikiem książąt Bolesława Pobożnego i Przemysła II.
Według Długosza zmarł 11 marca 1286. Stanisław Karwowski uważał, że datę tę należy skorygować na rok 1285, powołując się na dokument Przemysła II datowany 17 sierpnia 1285 w którym jest poświadczony jego następca. W rzeczywistości jednak dokument ten, znany jedynie z kopii z XV wieku, zawiera sprzeczną formułę datacyjną, gdyż podana w nim indykcja przypadała w roku 1287. Szczegółowa analiza testacji tego dokumentu przemawia za jego datowaniem na rok 1287, a zgon biskupa Jana w roku 1286 poświadcza ponadto Rocznik Traski.